# Michel Vuillermoz
Pour les articles homonymes, voir Vuillermoz.
Michel Vuillermoz est un acteur et metteur en scène français né le 18 décembre 1962 à Orléans (Loiret).
Sociétaire de la Comédie-Française du 1er janvier 2007 à mai 2023, il reçoit deux Molières en 1998 pour la pièce qui l'a révélé : André le Magnifique. En 2007, il obtient le Prix du meilleur comédien du Syndicat de la critique pour Cyrano de Bergerac d'Edmond Rostand qu'il joue 280 fois de 2006 à 2017 à la Comédie-Française.
Au cinéma, il tourne notamment dans les films de Bruno Podalydès, Arnaud Desplechin, Albert Dupontel, Alain Resnais et Alexandra Leclère. Il est nommé deux fois au César du meilleur acteur dans un second rôle, pour Le Dernier pour la route de Philippe Godeau en 2010 et pour Camille redouble de Noémie Lvovsky en 2013.

## Biographie

### Formation

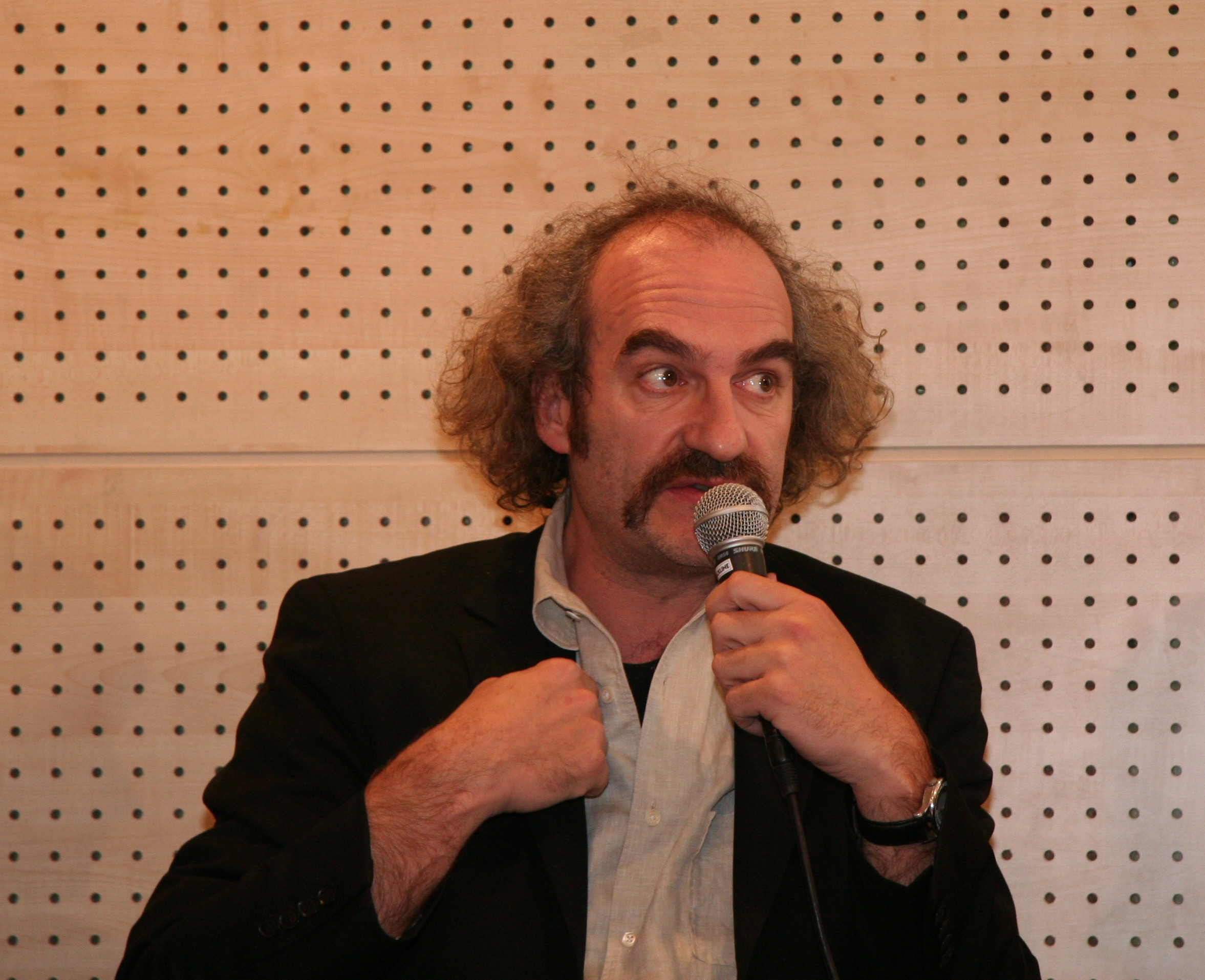
Michel Vuillermoz en 2007.

Michel Vuillermoz entre au Conservatoire d’Orléans puis à l'école Jean Périmony avant de réussir le concours d'entrée au Conservatoire national supérieur d'art dramatique de 1986 à 1989, où il côtoie entre autres Denis Podalydès, Isabelle Candelier, Michel Fau et Guillaume de Tonquédec. Il décline la proposition d'intégrer la Comédie-Française à sa sortie.

### Débuts (1988-2002)
Michel Vuillermoz commence sa carrière au cinéma en 1988 dans La Bande des quatre de Jacques Rivette. En 1990, il joue dans Cyrano de Bergerac de Jean-Paul Rappeneau. La même année, il joue dans Ruy Blas de Victor Hugo, mise en scène Nicolas Lormeau, après avoir interprété Saluste dans la mise en scène de Dominique Virton au sortir du cours Jean Périmony en 1985, auprès de Valérie Lemoine et Stéfan Wojtowicz au théâtre de l’Épicerie (actuel Théâtre du Renard). Puis il joue Richard III de William Shakespeare, mise en scène Pierre Pradinas tout en mettant en scène Master Class de David Pownall et Linge sale de Jean-Claude Grumberg.
En 1992, Michel Vuillermoz tourne sous la direction de Bruno Podalydès Versailles Rive-Gauche avec ses camarades de Conservatoire Denis Podalydès et Isabelle Candelier. Albert Dupontel le met en scène dès son premier court métrage Désiré en 1992, puis dans Bernie en 1996. La même année, Arnaud Desplechin lui propose Comment je me suis disputé… (ma vie sexuelle), puis avec Isabelle Candelier, Loïc Houdré, Patrick Ligardes et Denis Podalydès, il écrit et met en scène la comédie André le Magnifique dans lequel il joue le rôle-titre d'André Lagachigue, un jardinier qui devient souffleur de théâtre dans un petit village de Vigoule. La pièce remporte cinq Molières en 1998 dont le Molière de la révélation théâtrale pour Michel Vuillermoz. En 2000, la pièce est adaptée au cinéma avec la même troupe, puis il joue Paradis perdus de David Mamet, mise en espace de Pierre Laville, Osez être heureux qu'il co-écrit avec Rémi De Vos et met en scène, American Buffalo de David Mamet, mise en scène de Michel Fau.
En 2002, son rôle de Joseph Fouché dans Madame Sans-Gêne de Victorien Sardou, mis en scène par Alain Sachs aux côtés de Clémentine Célarié, lui vaut une nomination au Molière du comédien dans un second rôle.

### La Comédie-Française (2003-2023)
En 2003, Denis Podalydès lui propose de travailler avec le metteur en scène russe Piotr Fomenko dans La Forêt d'Alexandre Ostrovski et Michel Vuillermoz intègre ainsi la Comédie-Française. Son rôle dans Le Menteur de Pierre Corneille, mis en scène par Jean-Louis Benoît, lui vaut une nouvelle nomination au Molière du comédien dans un second rôle. Suivent Le Conte d'hiver de William Shakespeare, mise en scène de Muriel Mayette, et Le Tartuffe ou l'Imposteur de Molière, mise en scène de Marcel Bozonnet. En 2006, Denis Podalydès lui propose de le mettre en scène dans le rôle-titre de Cyrano de Bergerac d'Edmond Rostand qui lui vaut le Prix du meilleur comédien du Syndicat de la critique et une nomination au Molière du comédien en 2007. Il interprète le rôle 280 fois de 2006 à 2017.
Le 1er janvier 2007, il devient 515e Sociétaire de la Comédie-Française. Il devient sociétaire honoraire le 1er janvier 2024.
Il interprète ensuite Les Contes du chat perché de Marcel Aymé, Les Trois Sœurs d'Anton Tchekhov, Le Songe d'une nuit d'été de William Shakespeare, le rôle-titre du Tartuffe de Molière, L'Hôtel du libre échange de Georges Feydeau, mise en scène d'Isabelle Nanty, et La locandiera de Carlo Goldoni, mise en scène d'Alain Françon. Le réalisateur Arnaud Desplechin, avec qui il a tourné plusieurs films, le met en scène dans Le Père d'August Strindberg et Angels in America de Tony Kushner qui lui vaut en 2020 une troisième nomination au Molière du comédien.
En mai 2023, Michel Vuillermoz quitte la Comédie-Française après 20 ans de collaboration, « n’ayant plus trop d’affinités avec la programmation ». Alors qu'il prépare la reprise de la pièce Master Class de David Powell, qu'il a créée en 1993 et dans laquelle il incarne Joseph Staline au théâtre Édouard-VII à Paris, il est victime, fin mai, d'un accident vasculaire cérébral, ce qui ralentit dès lors ses activités.

### Cinéma et télévision
Au cinéma, Michel Vuillermoz a collaboré régulièrement avec Albert Dupontel (Le Créateur, Au revoir là-haut et Adieu les cons) et Bruno Podalydès (Le Parfum de la dame en noir, Bancs publics (Versailles Rive-Droite), Adieu Berthe, Comme un avion, Bécassine ! et Les Deux Alfred). Il participe aux trois derniers films d'Alain Resnais : Les Herbes folles (2008), Vous n'avez encore rien vu (2012) et Aimer, boire et chanter (2014). Il tourne quatre fois avec la réalisatrice Alexandra Leclère : Les Sœurs fâchées, Maman, Le Grand Partage et Garde alternée. Il croise également la route de Gabriel Aghion (Absolument fabuleux), Jean-Paul Rappeneau (Bon Voyage), Jean-Pierre Jeunet (Un long dimanche de fiançailles), Dany Boon (La Maison du bonheur), Bertrand Tavernier (La Princesse de Montpensier) et Léa Domenach (Bernadette dans lequel il interprète Jacques Chirac).
L'acteur reçoit deux nominations pour le César du meilleur acteur dans un second rôle : pour Le Dernier pour la route de Philippe Godeau en 2010 et pour Camille redouble de Noémie Lvovsky en 2013.
A la télévision, Michel Vuillermoz participe à de nombreux téléfilms et séries : La Vie de Marianne de Benoît Jacquot, Le Fauteuil hanté de Claude Chabrol, L'Appel du 18 Juin de Félix Olivier dans lequel il incarne Charles de Gaulle, La Forêt d'Arnaud Desplechin, Les Trois Sœurs de Valeria Bruni Tedeschi, Nona et ses filles, mini-série de Valérie Donzelli, la série OVNI(s) d'Antony Cordier, etc.

## Théâtre

### En tant que comédien
- 1984 : Il Signor Molière, conception et mise en scène Mario Franceschi, Maison de la culture de Loire-Atlantique
- 1985 : Ruy Blas de Victor Hugo, mise en scène Dominique Virton, Théâtre de l’Épicerie (actuel Théâtre du Renard), Paris.
- 1989 : Les Coréens de Michel Vinaver, mise en scène Viviane Théophilidès, Rencontres d'été de la Chartreuse (Villeneuve-lès-Avignon) : Bonassier / Mio-Wan
- 1990 : Ruy Blas de Victor Hugo, mise en scène Nicolas Lormeau, Heyoka/Théâtre de Sartrouville
- 1991 : Les Guerres picrocholines d'après François Rabelais, mise en scène Pierre Pradinas, Printemps des comédiens Montpellier, Maison des arts et de la culture de Créteil
- 1993 : Master Class de David Pownall, mise en scène Michel Vuillermoz, théâtre de la Commune d'Aubervilliers : Joseph Staline
- 1994 : Richard III de William Shakespeare, mise en scène Pierre Pradinas
- 1994 : Linge sale de Jean-Claude Grumberg, mise en scène Michel Vuillermoz, Festival d'Avignon : Deux
- 1996-1998 : André le Magnifique d'Isabelle Candelier, Loïc Houdré, Patrick Ligardes, Denis Podalydès, Michel Vuillermoz, mise en scène des auteurs, Maison de la culture de Bourges, puis théâtre Tristan-Bernard et théâtre des Célestins : André
- 2000 : Paradis perdus de David Mamet (lecture), mise en espace Pierre Laville, théâtre du Rond-Point
- 2000 : Osez être heureux de Rémi De Vos et Michel Vuillermoz, mise en scène Michel Vuillermoz, Maison de la culture de Bourges, théâtre André-Malraux (Rueil-Malmaison), Comédie de Picardie et La Criée
- 2000 : American Buffalo de David Mamet, mise en scène Michel Fau, théâtre du Rond-Point
- 2000 : Le Châle (lecture), mise en scène Pierre Laville, théâtre du Rond-Point
- 2001 : Madame Sans-Gêne de Victorien Sardou, mise en scène Alain Sachs, théâtre Antoine : Joseph Fouché
- 2012 : Je ne suis pas mort de André de Richaud (lecture), Festival d'Avignon, théâtre le Verbe fou

#### Comédie-Française
Entrée à la Comédie-Française le 17 février 2003
515e sociétaire le 1er janvier 2007
Démission le 14 mai 2023.
- 2003 : La Forêt d'Alexandre Ostrovski, mise en scène Piotr Fomenko : Infortunatov
- 2004 : Le Menteur de Pierre Corneille, mise en scène Jean-Louis Benoît, salle Richelieu : Géronte
- 2004 : Le Conte d'hiver de William Shakespeare, mise en scène Muriel Mayette, Studio-Théâtre : Archidamus / le Geôlier / Le Marin
- 2004 : Les Effracteurs de José Pliya, mise en scène José Pliya, Studio-Théâtre : Léo
- 2005 : Le Tartuffe de Molière, mise en scène Marcel Bozonnet, salle Richelieu : M. Loyal
- 2005 : Un auteur, un acteur…, Studio-Théâtre
- 2006, 2008-2009 : Cyrano de Bergerac d'Edmond Rostand, mise en scène Denis Podalydès, salle Richelieu : Cyrano
- 2007 : Le Retour au désert de Bernard-Marie Koltès, mise en scène Muriel Mayette, salle Richelieu, : Plantières
- 2007 : Le Mariage de Figaro de Beaumarchais, mise en scène Christophe Rauck : le Comte
- 2008 : Figaro divorce d'Ödön von Horváth, mise en scène Jacques Lassalle, Salle Richelieu : Figaro
- 2009 : Les Contes du chat perché : Le Loup de Marcel Aymé, mise en scène Véronique Vella, Studio-Théâtre : le Loup
- 2010 : Les Trois Sœurs d'Anton Tchekhov, mise en scène d'Alain Françon, salle Richelieu : Verchinine
- 2010 : Cyrano de Bergerac d'Edmond Rostand, mise en scène Denis Podalydès : Cyrano
- 2011 : Agamemnon de Sénèque, mise en scène Denis Marleau, salle Richelieu : Eurybate / le messager
- 2012 : La Trilogie de la Villégiature de Carlo Goldoni, mise en scène Alain Françon, théâtre Éphémère : Ferdinando
- 2012 : Amphitryon de Molière, mise en scène Jacques Vincey, théâtre du Vieux-Colombier
- 2013 : Troïlus et Cressida de William Shakespeare, mise en scène Jean-Yves Ruf, salle Richelieu : Hector
- 2013 : Cyrano de Bergerac d'Edmond Rostand, mise en scène Denis Podalydès : Cyrano
- 2014 : Le Songe d'une nuit d'été de William Shakespeare, mise en scène Muriel Mayette, salle Richelieu : Thésée
- 2014 : Le Tartuffe ou l'Imposteur de Molière, mise en scène Galin Stoev, salle Richelieu : Tartuffe
- 2015 : Le Père d'August Strindberg, mise en scène Arnaud Desplechin, salle Richelieu, Le Capitaine
- 2016 : Cyrano de Bergerac d'Edmond Rostand, mise en scène Denis Podalydès, salle Richelieu : Cyrano
- 2017 : La Résistible Ascension d'Arturo Ui de Bertolt Brecht, mise en scène Katharina Thalbach, salle Richelieu
- 2017-2018 : L'Hôtel du libre échange de Georges Feydeau, mise en scène Isabelle Nanty, salle Richelieu
- 2017 : La Tempête de William Shakespeare, mise en scène Robert Carsen, salle Richelieu : Prospero
- 2018 : La locandiera de Carlo Goldoni, mise en scène de Alain Françon, salle Richelieu : le marquis de Forlipopoli
- 2020 : Angels in America de Tony Kushner, mise en scène Arnaud Desplechin, salle Richelieu : Roy Cohn

### En tant que metteur en scène
- 1986 : Le Barbier de Séville de Beaumarchais, Maison de la culture d'Orléans
- 1992 : Master Class de David Pownall, théâtre de la Commune
- 1994 : Linge sale de Jean-Claude Grumberg, Festival d'Avignon
- 1996 : André le Magnifique d'Isabelle Candelier, Loïc Houdré, Patrick Ligardes, Denis Podalydès, Michel Vuillermoz, Maison de la culture de Bourges
- 2000 : Osez être heureux de Rémi De Vos et Michel Vuillermoz, Maison de la Culture de Bourges
- 2012 : Introspection de Peter Handke, Festival Off d'Avignon
- 2015 : Kadoc de Rémi De Vos, Studio-Théâtre
- 2019 : This Is Not a Love Song de Carole Fives, La Pépinière-Théâtre
- 2019 : Cinquante pas dans l'allée d’Isabelle Carré, La Pépinière-Théâtre
- 2019 : La Photo de famille d'Adélaïde Bon, La Pépinière-Théâtre

## Filmographie

### Cinéma

#### Longs métrages
- 1988 : La Bande des quatre de Jacques Rivette
- 1989 : Un père et passe de Sébastien Grall
- 1990 : Cyrano de Bergerac de Jean-Paul Rappeneau
- 1990 : Faux et Usage de faux de Laurent Heynemann : le garçon chez Lipp
- 1996 : Comment je me suis disputé… (ma vie sexuelle) d'Arnaud Desplechin : Frédéric Rabier
- 1996 : Des nouvelles du bon Dieu de Didier Le Pêcheur : Jivago
- 1996 : Bernie d'Albert Dupontel : le travesti
- 1998 : On a très peu d'amis de Sylvain Monod : Serge
- 1998 : Serial Lover de James Huth : Charles Thiriot
- 1998 : Dieu seul me voit (Versailles-Chantiers) de Bruno Podalydès : François
- 1999 : Le Créateur d'Albert Dupontel : Simon
- 2000 : Les Acteurs de Bertrand Blier : l'infirmier
- 2000 : André le Magnifique d'Emmanuel Silvestre et Thibault Staib : André
- 2001 : Du côté des filles de Françoise Decaux-Thomelet : Marino
- 2001 : Absolument fabuleux de Gabriel Aghion : le commissaire
- 2002 : Oya isola de Sabrina Van Tassel : le père
- 2002 : Peau d'ange de Vincent Perez : l'oncle
- 2003 : Bon Voyage de Jean-Paul Rappeneau : Girard
- 2003 : Le Coût de la vie de Philippe Le Guay : le banquier
- 2004 : La Première Fois que j'ai eu 20 ans de Lorraine Lévy : Conrad
- 2004 : Un long dimanche de fiançailles de Jean-Pierre Jeunet : P'tit Louis
- 2004 : Un petit jeu sans conséquence de Bernard Rapp : Gérard
- 2004 : Les Sœurs fâchées d'Alexandra Leclère : Richard
- 2005 : Le Parfum de la dame en noir de Bruno Podalydès : le curé
- 2005 : Les Âmes grises d'Yves Angelo : le maire
- 2005: Palais royal ! de Valérie Lemercier : Prince Alban
- 2006 : Hell de Bruno Chiche : le décorateur
- 2006 : La Maison du bonheur de Dany Boon : Jacques Kurtz
- 2006 : Cabaret Paradis de Shirley et Dino : Jeff
- 2006 : Fauteuils d'orchestre de Danièle Thompson : Félix
- 2006 : Reviens-moi de Joe Wright : homme français
- 2007 : Demandez la permission aux enfants d'Éric Civanyan : Françoix-Xavier
- 2007 : Chacun son cinéma, segment Cinéma érotique de Roman Polanski : le spectateur qui gémit
- 2008 : Ça se soigne ? de Laurent Chouchan : Piotr Ladislav
- 2008 : Passe-passe de Tonie Marshall : Sacha Lombard
- 2009 : Les Herbes folles d'Alain Resnais : Lucien d'Orange
- 2009 : Bancs publics (Versailles Rive-Droite) de Bruno Podalydès : le second cadre
- 2009 : Le Dernier pour la route de Philippe Godeau : Pierre
- 2010 : La Princesse de Montpensier de Bertrand Tavernier : le duc de Montpensier
- 2010 : Dernier étage, gauche, gauche d'Angelo Cianci : Baldini
- 2010 : Nos résistances de Romain Cogitore : le lieutenant Lebel
- 2011 : Minuit à Paris (Midnight In Paris) de Woody Allen : Louis XIV
- 2011 : J'aime regarder les filles de Frédéric Louf  : Pierre Bramsi
- 2011 : On ne choisit pas sa famille de Christian Clavier : Jean-Paul
- 2012 : Vous n'avez encore rien vu d'Alain Resnais : Vincent
- 2012 : Maman d'Alexandra Leclère : Erwan de Kerdoec
- 2012 : Adieu Berthe de Bruno Podalydès : Rovier Boubet
- 2012 : Camille redouble de Noémie Lvovsky : le père de Camille
- 2013 : Amour et Turbulences d'Alexandre Castagnetti : George
- 2013 : Les Grandes Ondes (à l'ouest) de Lionel Baier : Cauvin
- 2014 : Jamais le premier soir de Mélissa Drigeard : Viktor Bells
- 2014 : Aimer, boire et chanter d'Alain Resnais : Jack
- 2014 : La Liste de mes envies de Didier Le Pêcheur : Le curé
- 2014 : L'Affaire SK1 de Frédéric Tellier : Carbonel
- 2015 : Papa ou Maman de Martin Bourboulon : Coutine
- 2015 : Comme un avion de Bruno Podalydès : Christophe
- 2015 : Nous trois ou rien de Kheiron : Daniel Bioton
- 2015 : Le Grand Partage d'Alexandra Leclère : Grégory Bretzel
- 2016 : Papa ou Maman 2 de Martin Bourboulon : Coutine
- 2017 : Knock de Lorraine Lévy : monsieur Mousquet
- 2017 : Garde alternée d'Alexandra Leclère : Félix
- 2017 : Au revoir là-haut d'Albert Dupontel : Joseph Merlin
- 2018 : Bécassine ! de Bruno Podalydès : oncle Corentin
- 2019 : Chamboultout d'Éric Lavaine : Arnaud Lubert
- 2019 : J'accuse de Roman Polanski : Armand du Paty de Clam
- 2020 : Adieu les cons d'Albert Dupontel : le psy
- 2020 : Les Deux Alfred de Bruno Podalydès : le banquier
- 2021 : Le Chemin du bonheur de Nicolas Steil : Trévignac
- 2022 : Le Temps des secrets de Christophe Barratier : Montmajour
- 2023 : L'Abbé Pierre : Une vie de combats de Frédéric Tellier : Georges Legay
- 2023 : Bernadette de Léa Domenach : Jacques Chirac
- 2023 : Inestimable d'Éric Fraticelli : Hubert
- 2023 : Les Rois de la piste de Thierry Klifa : Gauthier

#### Courts métrages
- 1987 : La Transition d'Ulrich Zann de Marc Thomas Charley
- 1990 : Dernier Regard de Philippe Coroyer
- 1992 : Désiré d'Albert Dupontel : le livreur
- 1992 : Versailles Rive-Gauche de Bruno Podalydès
- 1994 : Vibroboy de Jan Kounen : Francesca
- 1994 : Paul, un portrait de Marc Urlus et de Joël Warnant
- 1995 : Le Homard d'Artus de Penguern : l'homme du restaurant
- 2001 : Le Fruit défendu de Joël Warnant
- 2002 : Bois ta Suze d'Emmanuel Silvestre et Thibault Staib
- 2003 : Plat du jour de Sophie Boudre
- 2003 : Tendre papa de Vincent Rivier : Le père
- 2006 : Que sont-ils devenus? de Bruno Podalydès : l'homme d'affaires
- 2007 : Le Vrai Père Noël de Mathieu Delozier : le père Noël
- 2015 : Trois fois rien de Frédéric Petitjean : Balta

### Télévision
- 1994 : La Vie de Marianne de Benoît Jacquot : le religieux
- 1994 : Honorin et l'Enfant prodigue : un gendarme
- 1996 : Berjac (1 épisode)
- 1996 : Un amour impossible de Patrick Volson : Lucien Gardel
- 1996 : Petit de Patrick Volson : Gérard
- 1997 : Un malade en or de Sylvain Madigan
- 1997 : Anne le Guen (1 épisode)
- 2000 : Crimes en série (1 épisode)
- 2000 : La Tribu de Zoé de Pierre Joassin : François
- 2001 : Caméra Café, épisode Le Grand Saut (1.85) : un journaliste
- 2002 : Maigret, épisode Maigret et le Fou de Sainte-Clothilde)
- 2002 : Sœur Thérèse.com (1 épisode)
- 2003 : Les Enfants du miracle de Sébastien Grall : Guillaume Bardet
- 2003 : Un été de canicule de Sébastien Grall : le juge Herrero
- 2004 : Louis la Brocante (1 épisode)
- 2007 : La Louve, mini-série de Philippe Venault : Lionel Spiroglou
- 2009 : Des mots d'amour de Thomas Bourguignon : Éric Dumas
- 2010 : À 10 minutes de la plage de Stéphane Kappes : Rodrigo Ramirez
- 2010 : Contes et nouvelles du XIXe siècle, épisode Le Fauteuil hanté de Claude Chabrol : Eliphas
- 2010 : L'Appel du 18 Juin de Félix Olivier : Charles de Gaulle
- 2011 : Le Grand Restaurant 2 de Gérard Pullicino : Thibault
- 2011 : La Fille de l'autre de Harry Cleven : Alexis
- 2011 : Chez Maupassant : L'Assassin de Laurent Heynemann : Antoine Langlais
- 2011 : Héloïse et Le Romancier Martin de Jérôme Foulon : Gromard
- 2012 : Merlin de Stéphane Kappes : Vortigern
- 2014 : La Forêt d'Arnaud Desplechin : Infortunatov
- 2014 : Scènes de ménages (L'Album de famille) —
- 2015 : Les Trois Sœurs de Valeria Bruni Tedeschi : Alexandre
- 2016 : Les Pieds dans le tapis de Nader Takmil Homayoun : Hugues
- 2017 : On l'appelait Ruby de Laurent Tuel : Ceylan
- 2017 : Alphonse Président, mini-série de Nicolas Castro : Alphonse Dumoulin
- 2018 : Ondes de choc, épisode Prénom : Mathieu
- 2019 : Noces d'or de Nader T. Homayoun : Bernard
- 2020 : Claire Andrieux d'Olivier Jahan : Gwendal
- 2021-2022 : OVNI(s), série d'Antony Cordier : Marcel Bénes
- 2021 : Une affaire française de Christophe Lamotte : Jean Ker
- 2021 : Nona et ses filles, mini-série de Valérie Donzelli : André
- 2022 : Les Particules élémentaires d'Antoine Garceau : Louis Duplessis

### Doublage
- 2009 : Hôtel Woodstock d'Ang Lee : Jake Teichberg (Henry Goodman)
- 2011 : Route Irish de Ken Loach : Haynes (Jack Fortune)
- 2011 : Last Night : Truman (Griffin Dunne)
- 2014 : Les Boxtrolls de Graham Annable et Anthony Stacchi : Archibald Trappenard (Ben Kingsley)
- 2016 : Ma vie de Courgette de Claude Barras : Raymond
- 2021 : Les Damnés de la Commune de Raphaël Meyssan : Léon Gambetta
- 2021 : Tre piani : Vittorio (Nanni Moretti)
- 2022 : Esterno notte de Marco Bellocchio : Giulio Andreotti

## Livres audio
- L'Homme au complet marron d'Agatha Christie, Éditions Thélème, 2005
- L'Appel de la forêt de Jack London, version abrégée, Thélème, 2007
- La Réserve de Russell Banks, Thélème, 2008
- Le Rouge et le Noir de Stendhal, Thélème, 2008
- Un peu plus loin sur la droite de Fred Vargas, Thélème, 2009
- Les Misérables, Tome I,  de Victor Hugo, Thélème, 2010
- Mythologies de Roland Barthes, avec Raphaël Enthoven, Thélème, 2010
- Le Père Goriot d'Honoré de Balzac, Thélème, 2011
- L'Odyssée d'Homère,  « Écoutez Lire », Gallimard Jeunesse, avec Clotilde de Bayser, 2017
- Dix-sept Ans d'Éric Fottorino,  « Écoutez Lire », Gallimard, 2018
- Les Mains du miracle de Joseph Kessel,  « Écoutez Lire », Gallimard, 2018
- Les Métamorphoses d'Ovide, Frémeaux & Associés, trad. Georges Lafaye, 2019
- La Passante du Sans-Souci de Joseph Kessel,  « Écoutez Lire », Gallimard, 2020
- Les Arbres de Noël de Gabriel Fauré, éditions de l'Élan vert, 2020[11]

## Distinctions

### Décoration
- Officier de l'ordre des Arts et des Lettres

### Récompenses
- Molières 1998 :
  - Molière de la révélation théâtrale dans André le Magnifique
  - Molière de l'auteur pour André le Magnifique
- Prix du Syndicat de la critique 2007 : meilleur comédien dans Cyrano de Bergerac
- Académie Charles-Cros 2021 : Coup de cœur Jeune Public printemps pour l'interprétation de Les arbres de Noël[12]

### Nominations
- Molières 2002 : Molière du comédien dans un second rôle dans Madame Sans-Gêne
- Molières 2005 : Molière du comédien dans un second rôle dans Le Menteur
- Molières 2007 : Molière du comédien dans Cyrano de Bergerac
- César 2010 : César du meilleur acteur dans un second rôle pour Le Dernier pour la route
- César 2013 : César du meilleur acteur dans un second rôle pour Camille redouble
- Molières 2016 : Molière du comédien dans un spectacle de théâtre public pour Cyrano de Bergerac
- Molières 2020 : Molière du comédien dans un spectacle de théâtre public pour Angels in America